# Comtat de Toxàndria

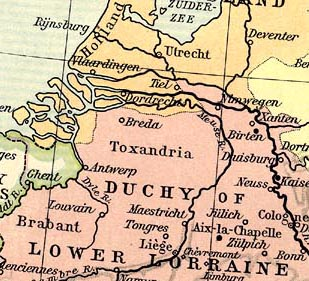
Toxàndria vers 919-1125

Toxàndria (llatí Toxandria) fou un territori de Lotaríngia que designava la regió entre el Mosa i l'Escalda al nord de la moderna Bèlgica i al sud dels moderns Països Baixos.
S'hi van establir els francs salis al segle IV (358) i foren coneguts com a francs toxandris; foren aliats de Roma i mai van formar aliança permanent amb l'altre grup dels francs, els ripuaris. De Toxàndria va sorgir la dinastia merovíngia amb Meroveu, el seu fill Khilderic I i sobretot el fill d'aquest Clodoveu I.
Al segle IX Toxàndria estava format per territoris a l'entorn d'Anvers i cap a l'est: al sud del Maas, cap a l'est de l'Escalda i el nord del Dijle; el seu límit oriental era una zona de maresmes que el separava de Maasgau (Masau). Vers la meitat del segle IX el marquès Eberard de Friül (+ 866) esmenta el comtat de "Tassandrio" i suggereix que hi havia un comte. En el tractat de partició del 8 d'agost del 870 Toxandria és esmentada com un comtat que fou atribuït a Carles II el Calb mentre la jurisdicció eclesiàstica es va dividir entre el bisbe de Cambrai (la part occidental) i el bisbe de Lieja (la part oriental). L'emperador Otó I va fer una donació al monestir de Nivelles incloent unes terres "in pago Tessandrio super fluvio Struona" el 24 de gener de 966. El 969 sembla que Ansfrid II que fou després comte d'Huy, actuava de comte a Toxàndria. Otó II va establir unes marques defensives a la riba dreta de l'Escalda en la zona entre Valenciennes al sud i fins a Anvers, per fer front a una possible amenaça francesa en temps del comte Arnold II el Jove de Flandes. Quan es van formar aquestes marques i especialment la de Valenciennes, és incert, però Ansfrid va renunciar al comtat d'Huy i fou bisbe d'Utrecht el 995 i, per tant, hauria de ser entre 969 i 995. El 995 el seu comtat d'Huy va passar al bisbat de Lieja i per la mateix època (entre 995 i 1008) va disposar dels seus alous del pagus Renensium (a Westerlo, Olen, Bouwel, Westmeerbeek, Hombeek, Deurne) en favor de l'església d'Utrecht. El Testerbant, que també li pertanyia, va passar vers 995 al seu cosí Unroch, però una part fou cedida al bisbat d'Utrecht. Potser abans del 995 ja havia renunciat a Toxàndria o la marca es va crear en paral·lel i Toxàndria va esdevenir un feu imperial centrat a la ciutat d'Anvers. La primera menció d'Anvers com a comtat és del 1008 i fou cedit a Goteló comte de Verdun; encara que generalment es considera una marca no és segur que conservés aquest caràcter després de ser cedida, però Goteló utilitzà el títol de marquès (marchio) abans de ser duc el 1023. Toxàndria, formant el marquesat va quedar en poder dels ducs de Baixa Lorena comtes de Verdun (després ducs de Brabant).
Vegeu: Marca d'Anvers